# Krauss-Maffei D 16
Die D 16 von Krauss-Maffei waren vierachsige Tenderlokomotiven für den Privatbahn-Rangierdienst, die hauptsächlich bei Bergbauunternehmen eingesetzt wurden. Zwei Lokomotiven sind erhalten.

## Geschichte
Die Lokomotiven  wurden 1949 für Industrie- bzw. Privatbahnen gebaut. Die ersten drei Maschinen (Fabriknummern 17574–17576) gingen an die Saarbergwerke, die sie als Reden 35 bis 37 in der Kokerei Reden einsetzten. Die vierte Lokomotive (Fabriknummer 17577) ging 1951 an die österreichische GKB, die sie ebenfalls als Rangierlokomotive auf dem Braunkohlebergwerk Bergla in Pölfing-Bergla einsetzte. In den 1970er-Jahren wurde sie außer Dienst gestellt und verschrottet.
Die ebenfalls 1949 gebauten beiden Loks des Typs D 16H waren Heißdampflokomotiven und wurden bei der Hafenbahn Frankfurt als C9 und C10 eingesetzt. Beide wurden am 16. April 1958 an die Bergwerksgesellschaft Hibernia verkauft und dort als Gladbeck 57-D bzw. 58-D betrieben. Sie wurden 1965/66 außer Dienst gestellt und wenig später verschrottet.
Die Lokomotiven mit den Fabriknummern 17575 und 17576 sind erhalten. Die ehemalige Reden 36 ging an die Historische Eisenbahn Frankfurt (HEF) in Frankfurt am Main, die sie zeitweise unter der irreführenden Fantasie-Reichsbahnnummer 81 1001 betrieb und später an den Museums-Eisenbahn-Club Losheim (MECL) abgab, während die ehemalige Reden 37 im Jahre 1979 zur Dampflok-Gemeinschaft 41 096 (Warnetalbahn) kam und dort seit 1994 betriebsunfähig abgestellt ist.

## Konstruktive Merkmale

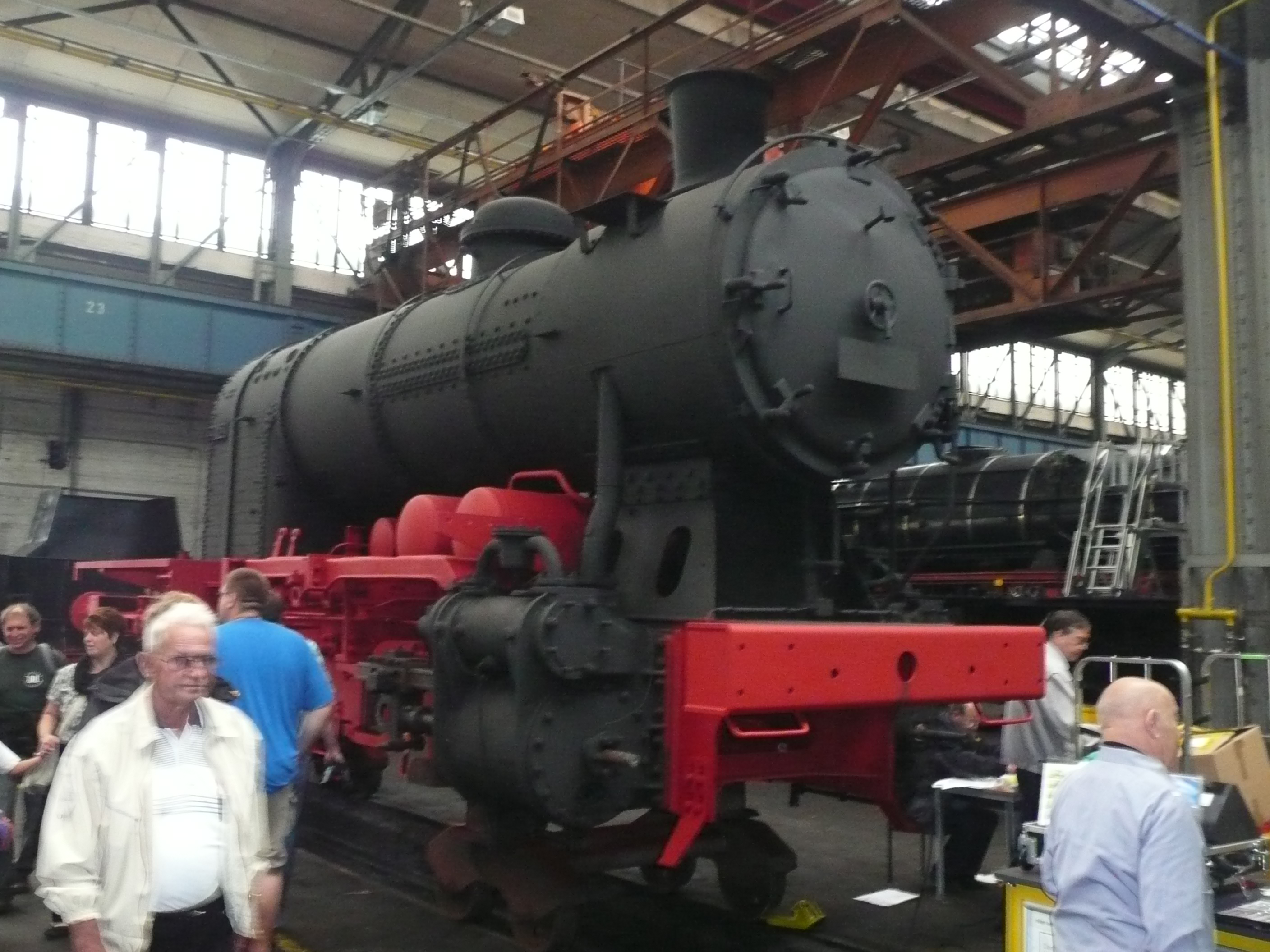
Die 17575 im Dampflokwerk Meiningen (2014)

Die D 16 waren Nass- (17574–17577) oder Heißdampflokomotiven (17584, 17597) mit Zweizylindertriebwerk. Die Treibstangen wirken auf die dritte Achse.